# Karl Ahrens
Karl Ahrens (* 13. März 1924 in Hilter; † 6. März 2015 in Gehrden) war ein deutscher Politiker (SPD) und von 1969 bis 1990 (6. bis 11. Wahlperiode) Mitglied des Deutschen Bundestages.

## Leben
Ahrens beantragte am 12. Mai 1942 die Aufnahme in die NSDAP und wurde zum 1. September desselben Jahres aufgenommen (Mitgliedsnummer 9.128.937). Nach Kriegsdienst und Gefangenschaft studierte er Jura und wurde zum Dr. jur. promoviert. Später war er als Ministerialdirektor im niedersächsischen Innenministerium tätig. Weitere Tätigkeiten: Stadtdirektor in Northeim, Direktor im Kommunalverband Großraum Hannover und Vorsitzender des Landesverbandes Niedersachsen e. V. im Deutschen Siedlerbund e. V. – jetzt Verband Wohneigentum e. V.
Er war vom 20. Oktober 1969 bis zum 20. Dezember 1990 für Niedersachsen Abgeordneter der Sozialdemokratischen Partei Deutschlands (SPD) im Deutschen Bundestag. Bei den Bundestagswahlen 1969, 1972 und 1976 gewann er das Direktmandat im Wahlkreis Holzminden. Bei den drei folgenden Wahlen zog er jeweils über die Landesliste der SPD Niedersachsen ins Parlament ein.
Von 1983 bis 1986 amtierte er als Präsident der Parlamentarischen Versammlung des Europarates in Straßburg. Anschließend war er dort bis 1991 Vorsitzender der Sozialdemokratischen Fraktion. Bereits von 1978 bis 1982 war er Vorsitzender des Ausschusses für Raumordnung und Kommunalfragen der Parlamentarischen Versammlung des Europarates gewesen. In der Versammlung der Westeuropäischen Union war er von 1983 bis 1991 Sprecher der deutschen Delegation, seit 1987 war er dort zudem Vorsitzender des Politischen Ausschusses.

## Auszeichnungen
- 1982: Verdienstkreuz 1. Klasse
- 1986: Großes Verdienstkreuz
- Großes Verdienstkreuz mit Stern[1]
- 1994: Großes Goldenes Ehrenzeichen mit dem Stern für Verdienste um die Republik Österreich[5]